# Aplidium
Aplidium är ett släkte av sjöpungar som beskrevs av Savigny 1816. Aplidium ingår i familjen klumpsjöpungar.

## Bildgalleri

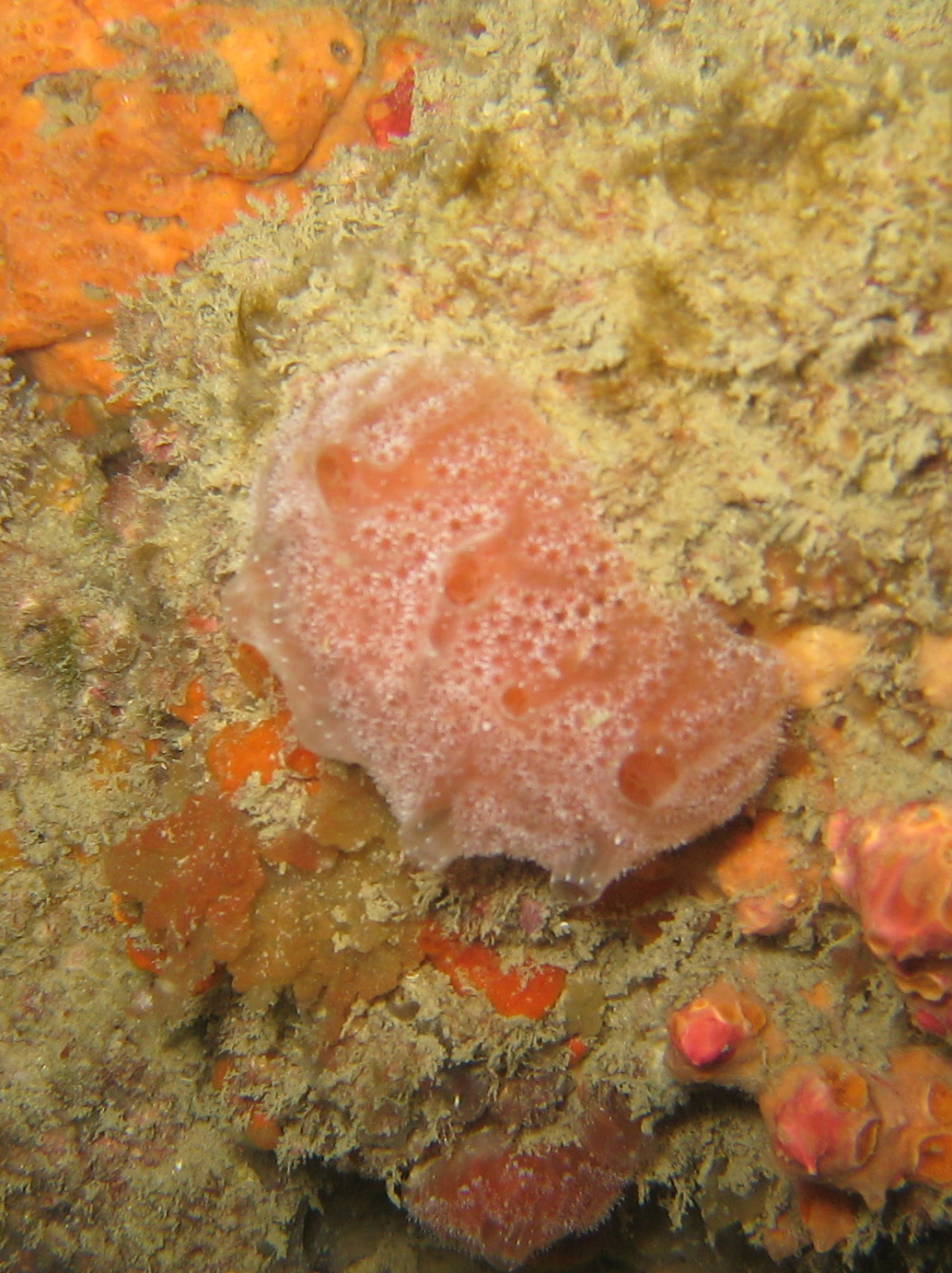

## Dottertaxa tillAplidium, i alfabetisk ordning[1][2]
- Aplidium abditum
- Aplidium abyssum
- Aplidium acropodium
- Aplidium acroporum
- Aplidium aegeaensis
- Aplidium albicans
- Aplidium altarium
- Aplidium amorphatum
- Aplidium annulatum
- Aplidium antillense
- Aplidium appendiculatum
- Aplidium arenatum
- Aplidium argus
- Aplidium asperum
- Aplidium aurorae
- Aplidium australiense
- Aplidium bacculum
- Aplidium balleniae
- Aplidium bermudae
- Aplidium bilinguae
- Aplidium bilingula
- Aplidium brementi
- Aplidium brevilarvacium
- Aplidium breviventer
- Aplidium caelestis
- Aplidium caeruleum
- Aplidium californicum
- Aplidium cellis
- Aplidium cerebrum
- Aplidium challengeri
- Aplidium circulatum
- Aplidium circumvolutum
- Aplidium clivosum
- Aplidium coei
- Aplidium congregatum
- Aplidium conicum
- Aplidium coniferum
- Aplidium constellatum
- Aplidium controversum
- Aplidium convergens
- Aplidium crateriferum
- Aplidium crustatum
- Aplidium cyaneum
- Aplidium cyclophorum
- Aplidium densum
- Aplidium depressum
- Aplidium didemniformis
- Aplidium directum
- Aplidium disiphonium
- Aplidium distaplium
- Aplidium draschei
- Aplidium dubium
- Aplidium effrenatum
- Aplidium elatum
- Aplidium elegans
- Aplidium enigmaticum
- Aplidium exile
- Aplidium falklandicum
- Aplidium fistulosum
- Aplidium flavolineatum
- Aplidium fluorescum
- Aplidium formosum
- Aplidium fuegiense
- Aplidium funginum
- Aplidium gastrolineatum
- Aplidium gelasinum
- Aplidium geminatum
- Aplidium gibbulosum
- Aplidium glabrum
- Aplidium globosum
- Aplidium gracile
- Aplidium griseum
- Aplidium grisiatum
- Aplidium haesitans
- Aplidium haouarianum
- Aplidium herdmani
- Aplidium hians
- Aplidium hortulus
- Aplidium hyalinum
- Aplidium imbutum
- Aplidium incubatum
- Aplidium inflorescens
- Aplidium intextum
- Aplidium inversum
- Aplidium irregulare
- Aplidium jacksoni
- Aplidium kottae
- Aplidium laevigatum
- Aplidium laticum
- Aplidium lebedi
- Aplidium lenticulum
- Aplidium leviventer
- Aplidium lineatum
- Aplidium litum
- Aplidium lobatum
- Aplidium lodix
- Aplidium longicaudatum
- Aplidium longithorax
- Aplidium longum
- Aplidium loricatum
- Aplidium lunacratum
- Aplidium macrolobatum
- Aplidium magellanicum
- Aplidium magnilarvum
- Aplidium maru
- Aplidium mediterraneum
- Aplidium meridianum
- Aplidium mernooensis
- Aplidium millari
- Aplidium minisculum
- Aplidium miripartum
- Aplidium monile
- Aplidium monotonicum
- Aplidium multilineatum
- Aplidium multipapillatum
- Aplidium multiplicatum
- Aplidium mutabile
- Aplidium nadaense
- Aplidium nema
- Aplidium nordmanni
- Aplidium nottii
- Aplidium ocellatum
- Aplidium oculatum
- Aplidium opacum
- Aplidium ordinatum
- Aplidium ornatum
- Aplidium ovum
- Aplidium paessleri
- Aplidium pallidum
- Aplidium pantherinum
- Aplidium paralineatum
- Aplidium parastigmaticum
- Aplidium parvum
- Aplidium patriciae
- Aplidium pellucidum
- Aplidium pentatrema
- Aplidium peresi
- Aplidium peruvianum
- Aplidium petrosum
- Aplidium pictum
- Aplidium pliciferum
- Aplidium polarsterni
- Aplidium polybunum
- Aplidium polytrema
- Aplidium proliferum
- Aplidium propinquum
- Aplidium protectans
- Aplidium pseudolobatum
- Aplidium pseudoradiatum
- Aplidium punctum
- Aplidium pusillum
- Aplidium quadriversum
- Aplidium radiatum
- Aplidium radicosum
- Aplidium recumbens
- Aplidium retiforme
- Aplidium ritteri
- Aplidium rosaceum
- Aplidium rosarium
- Aplidium rubricollum
- Aplidium rubripunctum
- Aplidium sacciferum
- Aplidium sagamiense
- Aplidium sagresensis
- Aplidium schaudinni
- Aplidium scyphus
- Aplidium siderum
- Aplidium soldatovi
- Aplidium solidum
- Aplidium spauldingi
- Aplidium spitzbergense
- Aplidium stanleyi
- Aplidium stellatum
- Aplidium tabarquensis
- Aplidium tabascum
- Aplidium tenuicaudum
- Aplidium translucidum
- Aplidium tridentatum
- Aplidium triggsense
- Aplidium triplex
- Aplidium tubiferus
- Aplidium turbinatum
- Aplidium undulatum
- Aplidium uouo
- Aplidium urgorrii
- Aplidium uteute
- Aplidium vanhoeffeni
- Aplidium variabile
- Aplidium vastum
- Aplidium vexillum
- Aplidium vulcanium